# Brian Haw

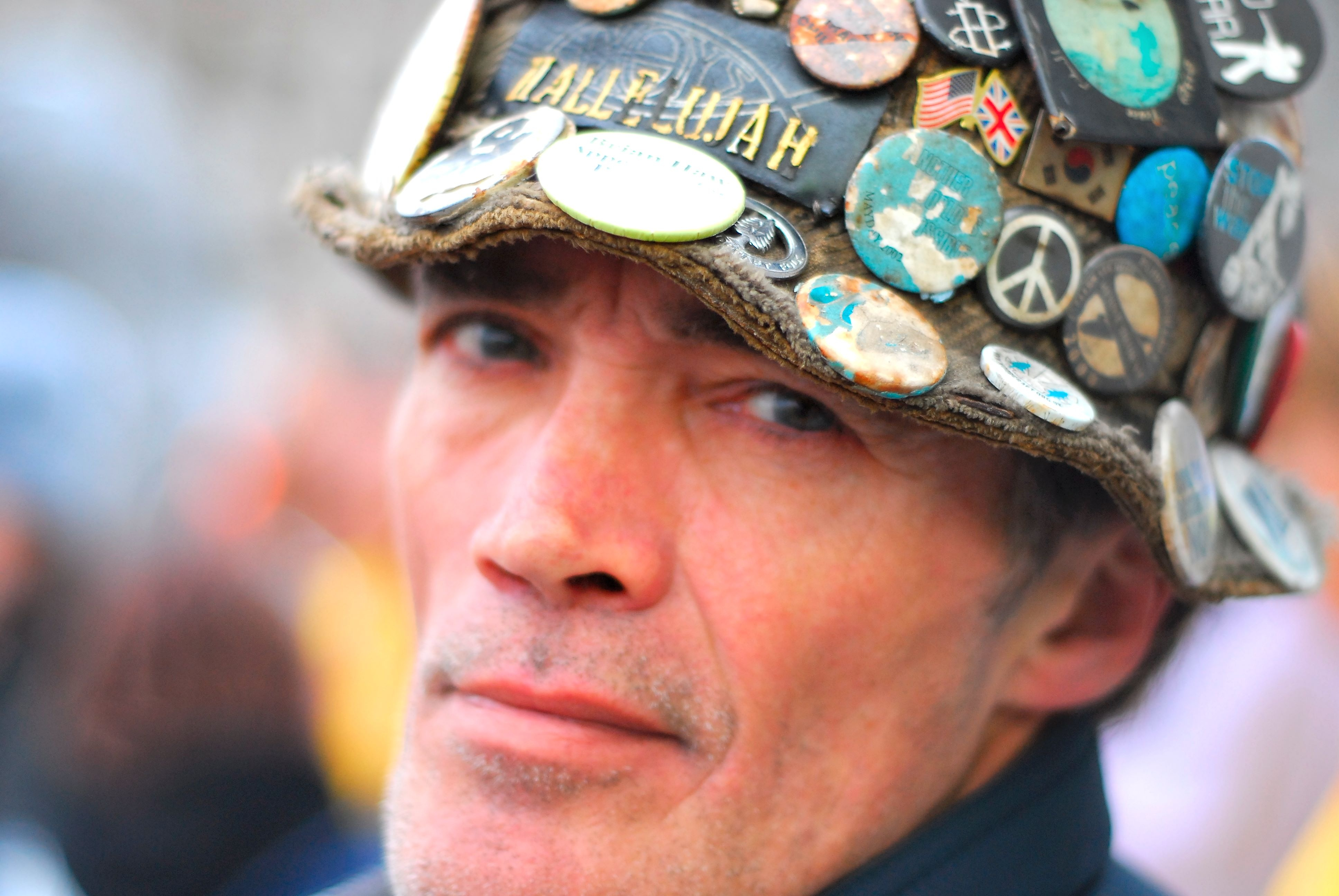
Brian Haw 2007

Brian William Haw (7. Januar 1949 – 18. Juni 2011) war ein englischer Demonstrant und Friedensaktivist, der ab 2001 fast zehn Jahre lang in einem Friedenscamp auf dem Londoner Parliament Square lebte, um gegen die Außenpolitik des Vereinigten Königreichs und der USA zu protestieren. Er begann die Parliament Square Peace Campaign noch vor den Anschlägen vom 11. September und wurde zu einem Symbol der Antikriegsbewegung gegen die Politik des Vereinigten Königreichs und der Vereinigten Staaten in Afghanistan und später im Irak. Bei den Channel 4 Political Awards 2007 wurde er zur „Most Inspiring Political Figure“ gewählt. Haw starb an einem Krebsleiden in Berlin, wo er sich in ärztlicher Behandlung befand.

## Frühes und persönliches Leben
Haw wurde am 7. Januar 1949 in Woodford Green, Essex als ältestes von fünf Kindern geboren. Er wuchs im benachbarten Barking und in Whitstable, Kent, auf.
Sein Vater, Robert William Haw (1925–1964), diente im Zweiten Weltkrieg als Scharfschütze im Aufklärungskorps und war einer der ersten britischen Soldaten, die das Konzentrationslager Bergen-Belsen betraten. Später arbeitete er als Bahnangestellter. Er beging Selbstmord als Haw 13 Jahre alt war. Haws Mutter war Iris Marie Haw (geborene Hall).
Haws Familie gehörte einer evangelisch-christlichen Kirche in Whitstable an, der Haw im Alter von elf Jahren beitrat. Mit 16 Jahren ging Haw bei einem Bootsbauer in die Lehre und trat dann als Deckshelfer in die Handelsmarine ein. Er reiste viel, bevor er sechs Monate an einem evangelischen College in Nottingham verbrachte. Haw besuchte 1970 Nordirland während der Unruhen und 1989 die Killing Fields in Kambodscha.
Nach seiner Rückkehr nach London arbeitete er als Umzugshelfer und Schreiner, später als Jugendarbeiter in Redditch, Worcestershire. Im Juni 1977 heiratete er seine Frau Kay in Redbridge. Sie lebten mit ihren sieben Kindern in Redditch, bis er sie 2001 verließ, um seinen Parliament-Square-Protest zu beginnen. Das Paar ließ sich 2003 scheiden.

## Politischer Protest
Am 2. Juni 2001 begann Haw auf dem Parliament Square im Zentrum Londons alleine eine Mahnwache, um gegen Krieg und Außenpolitik (zunächst gegen die Wirtschaftssanktionen gegen den Irak) zu protestieren. Nach eigenen Angaben wurde er zu seiner Mahnwache inspiriert, nachdem er die Bilder und Informationen des Mariam Appeal, einer Anti-Sanktionskampagne, gesehen hatte. Haw begründete seine Aktion mit der Notwendigkeit, die Zukunft seiner Kinder zu verbessern. Er verließ sein behelfsmäßiges Lager nur, um an Gerichtsverhandlungen teilzunehmen, und ernährte sich von Lebensmitteln, die seine Unterstützer mitgebracht hatten. Unterstützung für Haws Protest kam vom ehemaligen Labour-Kabinettsminister Tony Benn und dem Aktivisten und Komiker Mark Thomas.
Ursprünglich kampierte er auf dem Rasen des Parliament Square, aber die Londoner Stadtverwaltung unternahm rechtliche Schritte, um ihn zu entfernen, so dass er auf den Bürgersteig umzog, der stattdessen vom Westminster City Council verwaltet wurde. Im Oktober 2002 versuchte auch der Westminster City Council Haw wegen Behinderung des Bürgersteigs strafrechtlich zu verfolgen, aber der Fall scheiterte, da Haws Fahnen und Plakate den Verkehr nicht behinderten. Die ständige Verwendung eines Megaphons durch Haw führte zu Protesten von Parlamentsmitgliedern, die ihre Büros in der Nähe von Haws Mahnwache hatten. Der Verfahrensausschuss des Unterhauses führte im Sommer 2003 eine kurze Untersuchung durch, bei der Beweise dafür gesammelt wurden, dass ständige Proteste auf dem Parliament Square Terroristen die Möglichkeit bieten könnten, Sprengsätze zu verstecken, und empfahl eine Gesetzesänderung, um sie zu verbieten. Die Regierung verabschiedete im Serious Organised Crime and Police Act 2005 (in den Abschnitten 132 bis 138) Bestimmungen, die alle Proteste in Nähe des Parlaments massiv einschränkten und genehmigungspflichtig machten.
Bei den Parlamentswahlen 2005 kandidierte Haw in den Städten London und Westminster, um seine Kampagne voranzutreiben und sich gegen das Gesetz zu stellen, das noch nicht in Kraft getreten war. Er erhielt 298 Stimmen (0,8 Prozent).

## Juristische Auseinandersetzungen

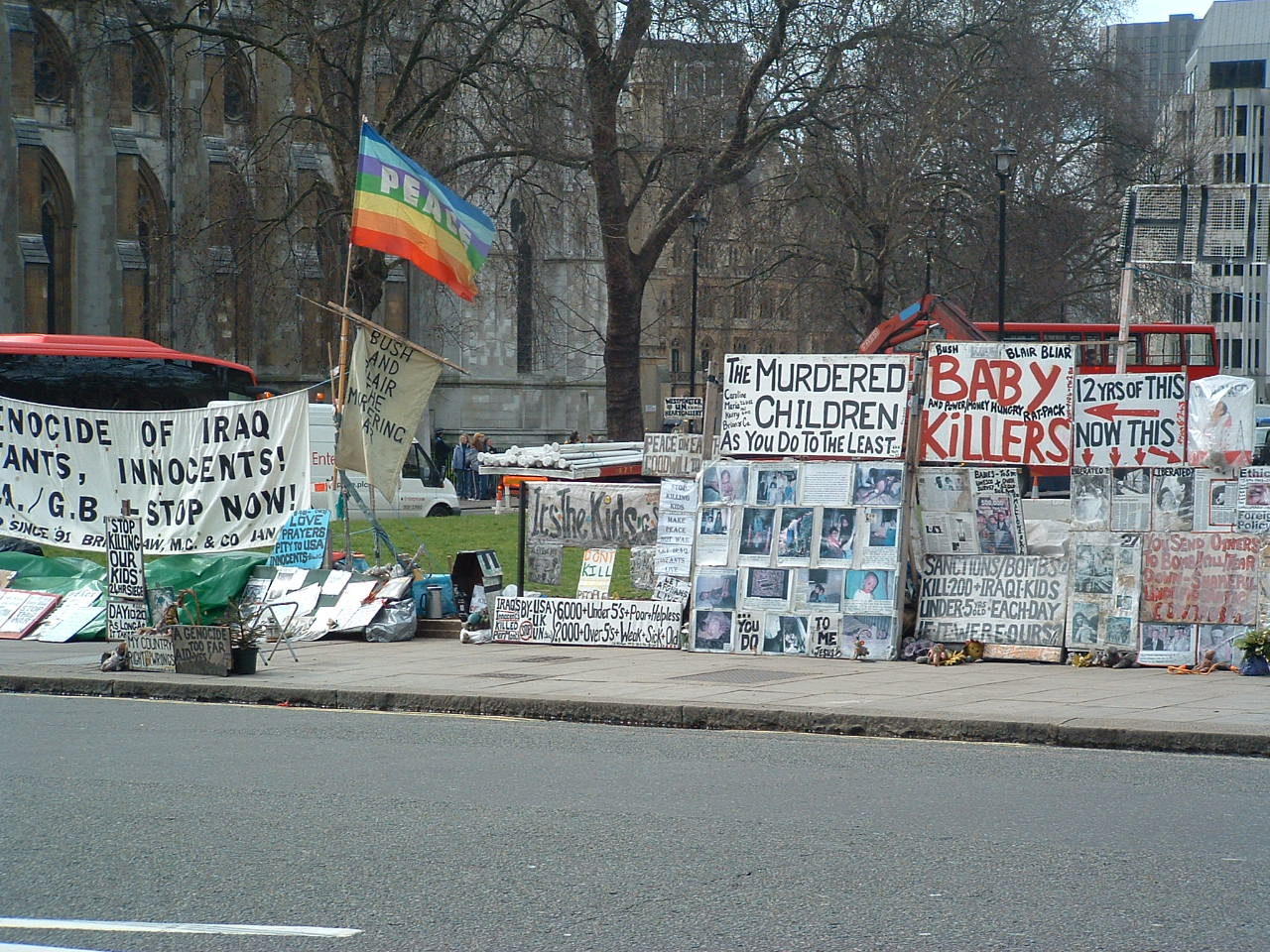
Brian Haws Friedenskampagne auf dem Parliament Square, Januar 2002

Als die Vorbereitungen für die Umsetzung des Serious Organised Crime and Police Act 2005 begannen, gewann Haw am 28. Juli 2005 einen Antrag auf gerichtliche Überprüfung, wobei er erfolgreich argumentierte, dass das Gesetz aufgrund eines technischen Fehlers in seinem Fall nicht anwendbar sei. Das Gesetz besagt, dass Demonstrationen von der Polizei genehmigt werden müssen, „wenn die Demonstration beginnt“, und Haw machte geltend, dass seine Demonstration vor der Verabschiedung des Gesetzes begonnen hatte, das nicht rückwirkend in Kraft getreten war. In der Einführungsverordnung, mit der das Gesetz in Kraft gesetzt wurde, wurde zwar auf Demonstrationen verwiesen, die vor dem Inkrafttreten des Gesetzes begonnen wurden, doch war die Einführungsverordnung nicht befugt, den Geltungsbereich des Gesetzes auszuweiten.
Die Regierung legte gegen das Urteil Berufung ein, und am 8. Mai 2006 gab das Berufungsgericht der Berufung statt und erklärte, dass das Gesetz auf ihn anwendbar sei.
In der Zwischenzeit hatte Haw eine Genehmigung zur Fortsetzung seiner Demonstration beantragt, die ihm unter anderem unter der Bedingung erteilt wurde, dass seine Plakate nicht breiter als 3 m sein durften. Haw war nicht bereit, sich daran zu halten, und die Polizei leitete den Fall an die Staatsanwaltschaft weiter; eine Reihe von Unterstützern begann, mit ihm zu campen, um Versuche, ihn zu vertreiben, zu verhindern.
In den frühen Morgenstunden des 23. Mai 2006 rückten 78 Polizeibeamte an und entfernten bis auf eine Ausnahme alle Plakate von Haw, wobei sie sich auf kontinuierliche Verstöße gegen den Serious Organised Crime and Police Act 2005 beriefen. Ian Blair (der damalige Leiter der Metropolitan Police) sagte später, dass die Aktion zur Entfernung von Haws Plakaten 27.000 Pfund gekostet habe. Haw erschien am 30. Mai vor dem Bow Street Magistrates' Court und weigerte sich, ein Geständnis abzulegen. Das Gericht plädierte in seinem Namen auf „nicht schuldig“, und er wurde auf Kaution freigelassen.
Bei einer Anhörung vor dem Stadtrat von Westminster am 30. Juni 2006 wurde Haw eine begrenzte Genehmigung für die Verwendung eines Lautsprechers in dem ihm zugestandenen Raum erteilt.
Am 22. Januar 2007 wurde Haw mit der Begründung freigesprochen, dass die ihm vorgeworfenen Auflagen nicht eindeutig genug waren und von einem ranghöheren Polizeibeamten hätten verhängt werden müssen.

## Verhaftungen
Am 12. Januar 2008 wurde Haw bei einer Demonstration gegen den Serious Organised Crime and Police Act vor der Downing Street verletzt und verhaftet.
Am 25. Mai 2010, dem Tag der Parlamentseröffnung der neuen konservativ-liberaldemokratischen Regierungskoalition, wurde Haw erneut verhaftet.

## Krankheit und Tod
Im September 2010 wurde bei Haw Lungenkrebs diagnostiziert. Am 1. Januar 2011 verließ er England, um sich in Berlin behandeln zu lassen. Haw, der als Kettenraucher beschrieben wurde, rauchte bis zu seinem Tod weiter Zigaretten. Haw starb in den frühen Morgenstunden des 18. Juni 2011 in Deutschland an Lungenkrebs. Er hinterließ sieben Kinder.

## Würdigung und Vermächtnis
Bei den Channel 4 Political Awards 2007 erhielt Haw die Auszeichnung für die inspirierendste politische Persönlichkeit des Jahres.
Im Januar 2007 stellte der britische Künstler Mark Wallinger Brian Haws Protest auf dem Parliament Square in seiner Gesamtheit in einer Ausstellung in der Tate Britain nach, die den Titel State Britain trug. Er wurde für die Arbeit mit dem Turner-Preis ausgezeichnet.
Haws Mahnwache wurde in einigen Dokumentarfilmen aufgezeichnet.
Die Londoner Band XX Teens nahm einen Song „For Brian Haw“ auf, der auf ihrem 2008 erschienenen Album Welcome To Goon Island zu finden ist. Der Song enthält ein Statement von Haw selbst über seine Beweggründe für den Protest.
Zia Trenchs Debütstück The State We're In, das auf Haws Leben basiert, wurde 2009 beim Edinburgh Fringe uraufgeführt, mit Michael Byrne in der Hauptrolle und unter der Regie von Justin Butcher.
Tony Benn reagierte auf die Nachricht von Haws Tod mit den Worten: „Brian Haw war ein Mann mit Prinzipien ... sein Tod markiert das Ende eines historischen Unternehmens eines Mannes, der alles für seine Überzeugungen gegeben hat.“ Al Jazeera bezeichnete ihn nach seinem Tod als „unbesungenen Helden“. Mark Wallinger sagte: „Ich bewunderte [Haws] zielstrebige Hartnäckigkeit. Seine Rechtschaffenheit war ein Spiegel, den die Leute im Gebäude gegenüber nicht ertragen konnten. ... Jetzt, wo er weg ist, wen haben wir sonst noch?“ Der britische Abgeordnete John McDonnell hat dazu aufgerufen, eine Haw-Statue zu errichten, um den Frieden zu feiern. Der britische Künstler Banksy ehrte Haw mit einer Hommage auf seiner Website.
Im Februar 2023 begann eine Crowdfunding-Kampagne, um ein Denkmal für Brian Haw zu errichten. Die Bronzestatue soll in der Lambeth Road Nr 52, in unmittelbarer Nähe seiner 10-jährigen Mahnwache aufgestellt werden.